# Ангольська федерація футболу
Анго́льська федера́ція футбо́лу (порт. Fédération Béninoise de Football) — організація, що здійснює контроль і управління футболом в Анголі. Розташовується в Луанді. АФФ заснована в 1979 році, вступила в ФІФА і в КАФ в 1969 році. Федерація організовує діяльність і управляє національними збірними з футболу (чоловічого, жіночого, молодіжними). Під егідою федерації проводиться чемпіонат країни та багато інших змагань.

## Керівники
- Президент: Педру ді Мораїш Нету
- Віце-президент: Освальду Сатурніну ді Олівейра
- Генеральний секретар: Кардошу Ліма
- Головний бухгалтер: Антоніу Гоміш Фуртаду
- Головний тренер (чоловічої збірної): Ромеу Катату Філемун
- Головний тренер (жіночої збірної): Андре Маканга